# Золотин, Василий Фёдорович
Василий Фёдорович Золотин (15.07.1924, Сумская область — 18.04.1945) — командир отделения 29-го отдельного гвардейского саперного батальона гвардии сержант, на момент представления к награждению орденом Славы 1-й степени.

## Биография
Родился 15 июля 1924 года в селе Ходино, Глуховского района Сумской области Украины,. Украинец. Работал на заводе химических реактивов в городе Шостка той же области. В первые месяцы Великой Отечественной войны работал на заводе № 320 в городе Чебоксары.
В августе 1942 года был призван в Красную Армию Чебоксарским райвоенкоматом. С сентября того же года участвовал в боях с захватчиками. Воевала на Юго-Западном, 3-м Украинском и 2-м Белорусском фронтах. Стал сапером, к весне 1944 года гвардии ефрейтор Золотин воевал в 29-м отдельном гвардейском саперном батальоне 27-й гвардейской стрелковой дивизии.
24 марта 1944 года вблизи города Новая Одесса гвардии ефрейтор 3олотин в течение трех дней переправлял через реку Южный Буг подразделения дивизии. Перевез до роты пехоты, обратными рейсами вывез 8 тяжелораненых бойцов. В одном из рейсов близким взрывом был выброшен в воду, сумел выбраться на берег и вывел двух лошадей. Продолжил работу на переправе. Был представлен к награждению медалью «За отвагу».
Приказом по частям 27-й гвардейской стрелковой дивизии от 28 марта 1944 года гвардии ефрейтор 3олотин Василий Фёдорович награждён орденом Славы 3-й степени.
В июне 1944 года 27-я гвардейская стрелковая дивизия была переброшена на 1-й Белорусский фронт, где участвовала в боях за освобождение Белоруссии и Польши.
10-16 февраля 1945 года в боях в городе Познань гвардии младший сержант Золотин ликвидировал вражеского снайпера, и, будучи раненым, броском гранаты уничтожил пулеметную точку, мешавшую продвижения подразделения.
Приказом по войскам 8-й гвардейской армии от 26 марта 1945 года гвардии младший сержант 3олотин Василий Фёдорович награждён орденом Славы 2-й степени.
14 апреля 1945 года в 6 км юго-западнее города Киц гвардии сержант 3олотин проделал проход в проволочных заграждениях противника, уничтожил пулеметный расчет. 16 апреля в ходе разминирования шоссейной дороги в районе города Людвигслюст из личного оружия подавил пулемет противника. В этом бою был ранен.
18 апреля скончался от полученных ран в 496-м медико-санитарном батальоне. Был похоронен в центре деревни Рейтвейн, позднее перезахоронен на кладбище в городе Людвигслюст.
Указом Президиума Верховного Совета СССР от 15 мая 1946 года за образцовое выполнение заданий командования в боях с захватчиками гвардии сержант 3олотин Василий Фёдорович награждён орденом Славы 1-й степени. Стал полным кавалером ордена Славы.
Награждён орденами Славы 3-х степеней.